# Vázaná signalizace
Vázaná signalizace (anglicky compelled signalling), případně použití vázaného kódu při signalizaci označuje v telekomunikacích použití takového postupu signalizace, kdy doručení každého diskrétního signálu musí být explicitně potvrzeno, než může být vyslán další signál.
Například v registrové signalizaci R2 přenos každého signálu (číslice) zahrnuje následující pět události:
- ústředna 1 začne vysílat dopřednou značku/signál (dvě frekvence)
- ústředna 2 detekuje značku a začne vysílat značku zpětnou (dvě frekvence)
- ústředna 1 po rozpoznání zpětné značky přestane vysílat svou dopřednou[3]
- ústředna 2 pozná, že je ticho a přestane vysílat svou zpětnou značku
- ústředna 1 pozná, že je ticho a začne vysílat další dopřednou značku[4]

Termín je v zásadě relevantní pouze u signalizačních systémů, které používají diskrétní signály (například kombinace tónů znamenajících jednu číslici), na rozdíl od signalizačních systémů, které pro signalizaci používají zprávy, např. Signalizační systém č. 7 (SS7) nebo ISDN Q.931, kde každá zpráva může nést více položek informací (například více číslic volaného telefonního čísla).
Vázaná signalizace není vhodná pro satelitní komunikaci kvůli velkému zpoždění signálu.
Při použití tónové volby DTMF se vázaný kód nepoužívá. Odesílající strana vysílá signalizační tóny a nechává pauzy mezi nimi, aniž by se ujistila, že protistrana každý signál správně přijala. Pro minimalizaci rizika chyb při signalizaci jsou stanoveny minimální doby trvání tónů i pauz mezi nimi. 